# Som Bahadur Pun
Som Bahadur Pun (ur. 5 marca 1982) − indyjski bokser, wicemistrz igrzysk Wspólnoty Narodów (2002).

## Kariera amatorska
W marcu 2001 był półfinalistą czeskiego turnieju Grand Prix. Rywalizujący w kategorii lekkopółśredniej Indus przegrał w półfinale z Czechem Lukášem Konečným. W lipcu tego samego roku był ćwierćfinalistą tajskiego turnieju King's Cup w kategorii piórkowej. W ćwierćfinale pokonał go reprezentant gospodarzy Terdsak Jandaeng.
Na początku lutego 2002 został mistrzem Indii w kategorii lekkopółśreniej, pokonując w finale Sanjita Singha. W dniach 20 - 24 lutego 2002 był uczestnikiem bułgarskiego turnieju Strandja Memorial w Płowdiwie. Pun odpadł w swojej pierwszej walce, przegrywając z byłym olimpijczykiem Jurijem Mładenowem. W sierpniu 2002 został wicemistrzem igrzysk Wspólnoty Narodów w kategorii piórkowej. Pierwszym jego rywalem na igrzyskach był Nigeryjczyk Abolore Madoti, który przegrał z Indusem przed czasem w trzeciej rundzie. W ćwierćfinale pokonał Lesliego Sekotswe, wygrywając na punkty (35:29). W walce o finał zmierzył się z kolejnym reprezentantem Afryki Joshuą Veikką. Pun zwyciężył przed czasem w trzecim starciu, awansując do finału. W finale przegrał na punkty (10:28) z Pakistańczykiem Haiderem Alim. W październiku tego samego roku był uczestnikiem igrzysk azjatyckich, ale przegrał tam swój pierwszy pojedynek z Chenem Tongzhou.
20 sierpnia 2005 został mistrzem Wspólnoty Narodów w kategorii lekkopółśredniej. W finale tego turnieju pokonał w finale Herberta Nkabiti, wygrywając na punky (19:14). Jeszcze w sierpniu 2005 był uczestnikiem mistrzostw Azji, rywalizując w kategorii lekkopółśredniej. Przegrał swoją pierwszą walkę na mistrzostwach z Zhenisem Nurghozhinem, odpadając z rywalizacji. W listopadzie 2005 rywalizował na mistrzostwach świata w Mianyang. Rywalizację w kategorii lekkopółśredniej rozpoczął od punktowego zwycięstwa nad Kevinem Bizierem, pokonując go 26:24. W kolejnym pojedynku pokonał go Ukrainiec Mykola Semenyaga, który zwyciężył wysoko na punkty (18:32).